# Teströl és lélekröl
Testről és lélekről (en hongarès En cos i ànima) és una pel·lícula dramàtica hongaresa de 2017 escrita i dirigida per Ildikó Enyedi. La història gira entorn del director financer d'un escorxador i l'inspectora de qualitat de la carn recentment designat que descobreix que poden comunicar-se entre si a través dels seus somnis, la qual cosa porta a un romanç improbable. Va guanyar l'Os d'Or en la secció principal de la competència del 67è Festival Internacional de Cinema de Berlín. A Berlín també va guanyar el Premi FIPRESCI i el Premi del Jurat Ecumènic. Va ser seleccionada com l'entrada hongaresa per a la Millor Pel·lícula de Llengua Estrangera i va ser nominada als Premis Oscar de 2017. Alexandra Borbély va guanyar el premi a l'actriu europea en els Premis del Cinema Europeu, pel seu treball a la pel·lícula.

## Sinopsi
Endre, director financer d'un escorxador, i Mária, la inspectora de qualitat recentment contractada, experimenten un somni recurrent de ser un parell de cérvols en el bosc, encara que no són conscients que és un somni compartit.
Mária és immediatament impopular en el treball pel seu comportament autista i la seva classificació intransigent de la qualitat de la carn de l'escorxador. Encara que Endre intenta fer-se amiga d'ella, ràpidament s'incomoda amb la interacció i comenta grollerament sobre el seu braç esquerre coix. No obstant això, ella repeteix la conversa per a si mateixa aquesta nit, analitzant on va cometre els seus errors. Mentrestant, l'escorxador contracta un nou carnisser, Sanyi; a Endre el disgusta a causa de la seva actitud arrogant i la seva visió poc comprensiva cap als animals sacrificats.
L'escorxador se sotmet a recerca quan algú roba pols d'aparellament de l'inventari; Endre i la seva amiga Jenő sospiten que Sanyi és el culpable. Es contracta un psicòleg per a realitzar proves de personalitat en els treballadors per descobrir al culpable. Als treballadors se'ls fan preguntes sobre la història de la seva sexualitat i el seu desenvolupament físic, i sobre el que van somiar la nit anterior. Quan Endre i Mária informen sobre el mateix somni, el psicòleg assumeix que li estan gastant una broma. Encara que Endre i Mária són escèptics, s'adonen que realment estan experimentant el mateix somni i s'acosten. Encara que el comportament de Mária allunya temporalment a Endre, eventualment formen un vincle estret. Endre també s'assabenta que Jenő va robar la pols d'aparellament, però decideix no informar la policia, ja que no hi ha víctimes,
Endre i Mária decideixen quedar-se adormits en la mateixa habitació una nit, però cap dels dos no pot dormir. Encara que ella l'estima, Mária fuig quan Endre la toca després d'una nit de naips, deixant Endre ofès i confós. L'incident afecta a Mária, i ella comença a obrir-se a noves experiències i sensacions, com escoltar música romàntica, veure pornografia i observar parelles al parc.
No obstant això, Endre s'ha tornat pessimista sobre la seva relació i la cancel·la. Dorm amb una altra dona, encara que la trobada el deixa decebut. Mária queda dessolada i es prepara per suïcidar-se a casa, tallant-se tranquil·lament el canell a la banyera. El suïcidi és interromput pels crits d'Endre, i després d'una conversa curta i incòmoda, ell revela que l'estima, i Mária el correspon. Després d'embenar la seva ferida, ella va a la casa d'Endre, on fan l'amor. Després de quedar-se adormits, es desperten per a adonar-se que cap dels dos va somiar la nit anterior.

## Repartiment
- Géza Morcsányi com Endre.
- Alexandra Borbély com Mária.
- Réka Tenki com Klára.
- Zoltán Schneider com Jenő.
- Ervin Nagy com Sanyi.
- Itala Békés com Zsóka.

## Recepció critica
A l'afegidor de ressenyes Rotten Tomatoes, la pel·lícula té una qualificació d'aprovació del 89%, basada en 75 ressenyes, amb una qualificació mitjana de 7.34/10. El consens crític del lloc web diu: "Les actuacions tendres i un fort sentit de l'estil es combinen per a crear un retrat excèntric i somiador d'amor i solitud a Teströl és lélekröl". A Metacritic, la pel·lícula té una puntuació de 77 sobre 100, basada en 10 crítiques, la qual cosa indica "crítiques generalment favorables".